# 舍夫琴科韋 (亞戈京區)
50°20′11″N 31°43′13″E / 50.33639°N 31.72028°E
舍夫琴科韋（烏克蘭語：Шевченкове）是位於烏克蘭北部的村莊，由基辅州鲍里斯皮尔区的亞霍滕市鎮負責管轄。該村始建於1927年，面積0.3平方公里，海拔高度133米，2001年人口75，人口密度每平方公里250人。